# Şile
Şile es una pequeña ciudad y un distrito en la costa del mar Negro, a 70 km de la ciudad de Estambul, Turquía. Tiene una población de 28.571 habitantes (2008). En los meses de junio a septiembre, la población se incrementa rápidamente debido a que muchos residentes de Estambul tienen casas de verano en este lugar.
Hoy en día, Şile es un centro turístico de playa, popular entre la gente que quiere un ambiente de centro turístico sin el gasto de viajar al Mar Mediterráneo. Şile está a una hora en coche de la ciudad y siempre fue un refugio de la ciudad. Durante el auge económico de Turquía en la década de 1990, se construyeron muchas casas de verano y pueblos de vacaciones para la clase media de la ciudad, especialmente después de que el terremoto de 1999 dañara la costa de Mármara. 
Hay una pequeña pero arenosa playa, un pequeño puerto de barcos pesqueros, un denso bosque detrás y un ambiente tranquilo y agradable durante la semana. Sin embargo, los fines de semana, y especialmente en un caluroso domingo de verano, Şile está repleto de excursionistas de los distritos más pobres de la ciudad, que vienen apiñados en minibuses y furgonetas para hacer un pícnic y jugar al fútbol. Hay varios bares y restaurantes con vistas al mar, especialmente en el pequeño parque alrededor del faro. 
Şile es una antigua palabra griega que significa ‘mejorana’.